# أحمد طلب البرغوثي
أحمد طلب مصطفى البرغوثي (15 مارس 1976-) ويُلقب أحمد الفرنسي، هو أسير فلسطيني، ولد في مدينة جنين وعاش فيها أربعة عشر عاماً ثم انتقل مع عائلته للعيش في رام الله. محكوم بالسجن ثلاثة عشر مؤبداً وخمسون عاماً. كان مسؤولًا في كتائب شهداء الأقصى التابعة لحركة فتح وحلقة الوصل بينهم وبين مروان البرغوثي.

## سيرته
اعتقل أحمد البرغوثي والذي يُلقب «أحمد الفرنسي» بسبب عيونه الخضراء وبشرته الشقراء، في 15 أبريل 2002 خلال الإنتفاضة الثانية وكان يتواجد في شقة برام الله مع مروان البرغوثي بتهمة قتل إسرائيليين ومقاومة الإحتلال، فلم يستطع إكمال تعليمه وانضم لصفوف حركة فتح. واتهم أيضاً بعلاقته مع ناصر عويص مسؤول الكتائب في نابلس، وجهاد جعارة مسؤول الكتائب في بيت لحم، وعبد الكريم عويس مسؤول الكتائب في جنين، وناصر أبو حميد مسؤول الكتائب في منطقة رام الله.
سُجن لمدة ست سنوات في سجن إيشل ومُنع من زيارة أهله نهائياً وأضرب خلالها لمدة 60 يوماً عن الطعام. نُقل بعدها لعدة سجون تعرض فيها للتعذيب والمعاناة الشديدة وخاض العديد من الإضرابات مع زملائه الأسرى ثم نُقل إلى سجن هداريم ليكمل بقية محكوميته.
توفي والده في عام 2012 قبل يوم واحد من حصوله على تصريح لزيارته بالسجن. أما أخوه الأكبر مصطفى فاعتقل بتهمة أنه أخو أحمد الفرنسي، وسامح أخوه الأصغر اعتقل عدة مرات وحاول الإحتلال حرمانه من تعليمه لكنه أصر على استكمال دراسته ونال شهادة البكالوريوس في علم الاجتماع من جامعة بيرزيت.